# 末ら国
末盧國（まつろこく／まつらこく）は、『魏志倭人伝』や『梁書』・『北史倭国伝』で記述されている国の一つであり、魏の使者が対馬、壱岐を経由して、本土に最初に上陸する倭の地である。松浦（古くは「まつら、末羅」）の音写とする説が有力。

## 概要
末盧国は、音の近い松浦地方の旧肥前国佐賀県唐津市に菜畑遺跡、松浦川や半田川、宇木川の流域に桜馬場や宇木汲田（うきくんでん）などの遺跡があるため、これらが中心領域に含まれていた地域と推定する研究者が主流である。
東松浦半島北端にある呼子からは、壱岐まで約28キロ、壱岐と対馬の間は73キロ、対馬と韓国の巨済島の間は約75キロ（対馬と釜山との間は約93キロ）あり、魏志倭人伝の記述ではそれぞれが1000里となっているため、壱岐からの距離の整合性を重視し、現在の長崎県佐世保市・福岡県福岡市・宗像市・遠賀郡などと推定する研究者も少数ながら存在する。
広さは、律令制の郡または数郡程度であり、一つの政治勢力が形成されていたことが分かる。
なお東松浦半島北端にある呼子には律令制下においても登望駅が置かれ大陸との交通の拠点になっていたが、ここには支石墓から支石甕棺、甕棺墓、箱式石棺を経て配石墓に至る、推定前8-7世紀から2-4世紀の連続した遺跡が残されており、抜歯を伴う縄文形質の人骨が出土した点でかつては話題になった。

## 末盧国の所在地
魏志倭人伝や北史倭国伝には、末盧国に至るまで、次のように書かれている。
| 魏志倭人伝（原文）                                                 | 魏志倭人伝（訳注） | 北史倭国伝（原文）                                       |
| ------------------------------------------------------------------ | --- | -------------------------------------------------------- |
| 倭人在帯方東南、大海中。                                           | 倭人は帯方の東南、大海の中にあり。                                                                                           | 倭國在百濟、新羅東南、水陸三千里。                       |
| 從郡至倭、循海岸水行、歴韓國乍南乍東、到其北岸狗邪韓國、七千餘里。 | 郡より倭に至るには、海岸に循って水行し、韓国を経て、乍（あるい）は南し、乍（あるい）は東し、その北岸狗邪韓国に到る七千餘里。 | 計從帶方至倭國、循海水行、歴朝鮮國、乍南乍東、七千餘里。 |
| 始度一海、千餘里至對海國。                                         | 始めて一海を度る千余里。対馬国に至る。                                                                                       | 始度一海。又南千餘里。                                   |
| 又南渡一海千餘里、名曰瀚海、至一大國。                             | また南一海を渡る千余里、名づけて瀚海という。一大国に至る。                                                                   | 度一海、闊千餘里、名瀚海、至一支國。                     |
| 又渡一海、千餘里至末盧國。                                         | また一海を渡る千余里、末盧国に至る。                                                                                         | 又度一海千餘里、名末盧國。                               |

## 『魏志』倭人伝の末盧国に関する記述
『魏志』倭人伝には、次のように書かれている。「有四千餘戸、濱山海居。草木茂盛、行不見前人。好捕魚鰒、水無深淺、皆沈没取之。」
（訓み下し文）「四千余戸あり、山海に浜（そ）いて居り、草木茂盛して行くに前人を見ず、好んで漁鰒（ぎょふく）を捕らえるに、水深浅となく、皆沈没して之を取る。」
（大意）
先に行く人が見えないほどに生い茂った葦原を掻き分けて進んだ。そして住民は海人として魚や鰒（あわび）を捕っていた。

## 宇木汲田遺跡
縄文晩期、弥生時代前期より中期にかけての集落で、貝塚が存在し、縄文晩期より弥生前期（板付Ⅰ式土器）には後背の山上に支石墓を営み、弥生前期（板付Ⅱ式土器）から中期にかけて平坦部に甕棺墓を作っている。129個が調査され、これまで150個が出土している。この中に小児甕棺を少なからず含む。この甕棺墓から、多鈕細文鏡1、細形銅剣9、細形銅矛5、細形銅戈2、銅釧・勾・ガラス管玉・ガラス小玉などが検出された。現在、鏡地区は大陸舶載の青銅器が日本で最も多量に発見されている。

## 桜馬場遺跡
この遺跡は、唐津市の平野町と山下町の中間にあって、唐津市街地の北の砂丘地帯の西南に所在する。
この遺跡の甕棺は弥生時代後期のものである。1945・1946年に岡崎敬が、1955年に杉原荘介がこの遺跡の調査や発掘を実施している。
1944年（昭和19年）防空壕の工事中に合口の甕棺が掘り出された。その中から、方格規矩四神鏡（銅鏡）2面、有鉤銅釧・鉄刀・ガラス小玉、銅矛などが発見されている。人骨も出土したようであるが、埋め戻されている。これらの遺物は、現在は佐賀県立博物館に所蔵されている。
1955年には石蓋の甕棺、三種の土器が発掘されている。